# 本の巻・並びの巻
本の巻（ほんのまき）、並びの巻（ならびのまき）は、平安時代の王朝物語の中の複数巻にわたる作品に見られることがある、巻の分類・関係である。代表的な王朝物語である『源氏物語』のほか『うつほ物語』、『浜松中納言物語』などに見られる。並びの巻を単に並び（ならび）と呼ぶこともある。
たとえば『源氏物語』では、「帚木」は本の巻であり、対応する並びの巻は「空蝉」、「夕顔」とされる。「桐壺」のように、並びの巻を持たない本の巻はあるが、並びの巻には、必ず対応する本の巻がある。
本の巻、並びの巻という分類がなぜ存在するのかは、たとえば『源氏物語』の場合は鎌倉時代の早い時期には既に分からなくなっていた。

## 『源氏物語』
並びの巻は、巻名目録や注釈書等の中で「並び」などとして明記されるほかに、「並びの巻」であると明記はされない場合でも、巻名目録においては「本の巻」と「並びの巻」を、
- 「本の巻」の巻名にのみ巻序の番号を振る。
- 「本の巻」の巻名は一つ前の「本の巻」の左に並べて書いていくのに対して「並びの巻」の巻名は「本の巻」の巻名の下に書く。
- 「並びの巻」の巻名は「本の巻」の巻名よりも小さい文字で（時には二行書きで）書く。

といった形で区別して示されることによって明らかになる。
『源氏物語』においては、以下に示す54帖中の18帖は、多くの資料に共通して「並びの巻」として記述されていることから共通して認められているといえる「並びの巻」であると考えられている。
- 空蝉、夕顔が帚木の並びの巻
- 末摘花が若紫の並びの巻
- 蓬生、関屋が澪標の並びの巻
- 初音、胡蝶、蛍、常夏、篝火、野分、行幸、藤袴、真木柱が玉鬘の並びの巻
- 若菜下が若菜上の並びの巻
- 鈴虫が横笛の並びの巻
- 紅梅、竹河が匂宮の並びの巻

また上記以外に以下のような特定の資料にしか現れない「並びの巻」がいくつか存在する。
- 『源氏釈』では玉鬘の並びの最後「槇柱」の後に「桜人」を挙げて、「蛍の次にあるべし」と注釈を加えており、また「総角」を「椎本」の並びの巻にしている。
- 故実書『拾芥抄』（前田尊経閣文庫本[1]）に収められた巻名目録「源氏物語目録部第卅」では、通常は若紫の並びとされている「末摘花」を「紅葉賀」の並びとしており、「玉鬘」の並びの巻の最後で、「槇柱」に続いて「桜人イ」と記している。

更に、宇治十帖における並びの巻に関しては、いくつかの異なる記録が古い文献に見られる。源氏物語の巻序を見よ。

### 『源氏物語』の並びの巻の由来
なぜこのような「並びの巻」と呼ばれるものが存在するのかは明らかでなく、奥入（藤原定家）や弘安源氏論議なども並びの巻の存在を不審であるとしている。これについては古くからいくつかの説が存在する。
- 成立に関係付けられて、一度成立した物語に対して同じ作者により、または別の作者により後から書き足された話を並びと呼ぶとする説（武田宗俊などの説）[2]
- 構想に関係付けられて、本流の話とは別の話（外伝・番外編的な位置づけの話）を並びと呼ぶとする説
- 時間軸に関係付けられて、前にある巻の話に続く話ではなく前にある巻の話と同じ時間の話を並びと呼ぶとする説
- 内容的に、何らかの理由でひとまとまりにくくることが出来る複数の巻をいう。前にある巻の話に続く話の巻（縦の並び）と前にある巻の話と同じ時間帯の話の巻（横の並び）があるとする説（池田亀鑑などの説）
- 一つの巻が複数の巻に分けられた時などにその分けられた巻をもとの巻の並びの巻と呼ぶとする説（寺本直彦などの説）[3]
- もともとの『源氏物語』54帖を仏体37尊になぞらえて37帖と数えるために、何らかの理由で内容が一括できるようなものを「並び」と称するようになったとする説。（丸山キヨ子らの説）[4]
- 一括して発表された諸巻、または作者により一括して読まれることを期待されている諸巻であるとする説（玉上琢弥らの説）[5]

### 並びと年立
並びの巻は、年立と関係して論じられることがある。『河海抄』では、並びの巻が時間軸を遡って先行する巻と同じ時間の出来事を描いているのか、それとも時間軸に沿って先行する巻に続く時間の出来事を描いているのかによって並びの巻を「縦の並び」と「横の並び」に分類した。このような時間軸との関係に基づいて並びの巻を分類することは年立についての原初的な考察と密接に絡み合っており、『河海抄』のような考え方が生まれたのは並びの巻の前後において時間軸を遡った叙述があると考えると合理的に理解できる場合があるからだと考えられているが、『河海抄』以後年立についての考察がより緻密になるに従って「並び」とされていない巻においても先行する巻より時間軸を遡った叙述がしばしば見られることなどが明らかになってきたため、『河海抄』が唱えた「並びの巻」を「縦の並び」と「横の並び」に分ける方法論は有効性を失っていった。一条兼良による体系的な年立（旧年立）が確立してからは、「並び」と「年立」とは別々に論じられるようになり、旧年立を改めた新年立を確立した本居宣長に至っては「並びとは意味のないことである」とまでいわれるようになっている。

### 並びと異名
『源氏物語』の巻名には、いくつかの特定の巻についてのみ通常の巻名とは別の「異名」とされるものが存在する。寺本直彦は、『源氏物語』の巻名や巻序を記した文献において、ある文献ではある巻の異名とされる巻名が別の文献ではその巻の並びの巻とされていることがあるなど、並びと異名しばしば「接触」している状況が存在することを明らかにし、そこから現存する文献の範囲内ではそのような現象が認められない異名や並びの巻についても同じような可能性があるとして、「源氏物語の巻には、54帖からなる現在の巻序が確定する前には1巻にまとめて扱われたり、数巻に分けて扱われたりする、巻数として流動的な存在である巻がいくつかあった。源氏物語における巻名の異名とは、元々は別々の巻であったものが一つの巻になったときの統合された方の巻の名前が残った痕跡であり、並びの巻とはかつて一つの巻であったものが分割されたことの痕跡である。」とした。
- 「若菜」巻について、かつては白造紙のように全体を1巻と数える数え方が主流であったが、その後この巻を2巻に分割して若菜上・若菜下とした上で、若菜下を若菜上の並びの巻とするという数え方が主流となっており、また上巻が「箱鳥」の異名で、下巻が「諸鬘」の異名で呼ばれる（『河海抄』）のに対し、上下巻を合わせたときも「箱鳥」の異名で呼ばれること（異本紫明抄）がある。また『源氏秘義抄』や『源氏抄』（明応二年奥書本）では巻名目録において「わかな　上下もろかずら二巻」としている一方で、その後の各巻の巻名歌を挙げる部分では「わかな」の巻名歌を挙げたあとで「ならひもろかずら」の巻名歌を挙げている。
- 「貌鳥」巻について、「宿木」巻の異名とする文献（『紫明抄』・『河海抄』・『源氏大鏡』・『源氏小鏡』）が主流と言えるものの、「宿木」巻の並びの巻であるとする文献（『源氏秘義抄』（宮内庁書陵部蔵）[10][11][12]、『源氏抄』（桃園文庫旧蔵東海大学現蔵・明応二年（1493年）奥書本）[13][14][15]、『光源氏抜書』（桃園文庫旧蔵））もいくつか存在する。

## 『源氏物語』以外の作品における並びの巻
『源氏物語』以外にも、以下のような作品について「並びの巻」があるとされるが、その成立過程や位置付けが『源氏物語』における「並びの巻」と同じであるのかについてはさまざまな議論が存在する。

### 『うつほ物語』
『うつほ物語』は、20ほどの巻から構成される『源氏物語』よりも先に成立した前期王朝物語の一つであるにもかかわらず、首巻「としかげ」だけの写本でも最も古いもので室町時代後期のものしか確認されておらず、物語全巻にわたる写本になると最古のものでも江戸時代に入ってからの写本しか確認されていない。この『うつほ物語』の巻序には『源氏物語』と同様に「並びの巻」という術語を使用した巻序と使用しない巻序が存在する。この『うつほ物語』の巻序や巻名は伝本によって大きく異なっていることがしばしばあり、「並びの巻」とされるものについても「春日詣」を「忠こそ」の並び、「祭の使」を「嵯峨院」の並び、「菊の宴」を「吹上」の並びとするなど多くの諸伝本に共通する「並びの巻」も多いものの、伝本によって異なっている「並びの巻」も多い。

### 『浜松中納言物語』
『浜松中納言物語』は、後期王朝物語のひとつである。『源氏物語』や『うつほ物語』と異なって現存する伝本では各巻が固有の巻名を持たず巻序も記されていないことから、単に「一の巻」・「二の巻」などとのみ呼ばれている。この物語は平安時代後期には成立していたと考えられるが現存する伝本で江戸時代初期を遡るものはなく、また5巻だけが現存している伝本には大きな欠損があり、本来は現在の首巻の前に1ないし2つの巻があったかまたは現在の一の巻と二の巻との間に失われた巻が存在したと考えられている。『源氏物語』の注釈書である『河海抄』の「空蝉」の並びの巻を論じた「巻並事」において、「はま松の物語と云物にも並一帖あり（浜松中納言物語にも並びの巻が一帖ある）」、「浜松の並びも唐と日本との事を同時にならへてかけり是も横也（浜松中納言物語の並びも唐の国と日本と同じ時の出来事を描いているので横の並びである）」という趣旨の記述が存在することからこの物語に並びの巻が存在するとされていたことは明らかであるが、それが現存する巻同士の関係について述べたものなのか、それとも現存する巻と現存しない巻との関係について述べたものなのか、それとも現存しない巻同士の関係について述べたものであるのかも不明である。

### 『わが身にたどる姫君』
『わが身にたどる姫君』とは、鎌倉時代に成立した中世王朝物語の一つである。時間的に第五巻に並行する内容が描かれている第六巻について、金子元臣旧蔵・現国文学研究資料館蔵本では内題において巻名の横に「ならひ（並び）」と記されており、並びの巻の存在を認める立場があったと考えられる。

### 『雲隠六帖』
室町時代に書かれたとされる『源氏物語』の補作である『雲隠六帖』は、全部で6帖から構成されるが第2巻以降の巣守、桜人、法の師、雲雀子、八橋は初巻である雲隠の並びの巻であるとされている。